# Gustav Deinoff
Gustav Hjalmar Deinoff, född 3 mars 1978 i Karlskoga, är en svensk skådespelare och regissör.

## Biografi
Deinoff studerade vid Teaterhögskolan i Stockholm 2000–2004. Han är verksam skådespelare och regissör.
Som skådespelare har han bl.a. medverkat i ett flertal uppsättningar på riksteatern som "Var är alla" i regi av Jenny Andreasson och " En säljares död" av Olof Hansson och som regissör Conca tu Madre som ingick i projektet "Den polske rörmokaren" under ledning av Lars Norén. På Unga klara har han  som skådespelare medverkat i ett flertal av Suzanne Ostens uppsättningar som "Tröstar jag dig nu", "Lammungarnas fest,"" Edvard den andre" och 2021 i "Buster Keaton på månen". Deinoff har också på samma teater regisserat flera uppmärksammade uppsättningar, som bl.a. "Girls will make you blush", "Som man sår" och "Skamceremonin".
På film och Tv har han medverkat i filmer som Babylonsjukan, Beck – I Guds namn och Hundraåringen som klev ut genom fönstret och försvann.
Sedan 2014 är Deinoff konstnärlig ledare på Unga Klara, tillsammans med regissören Farnaz Arbabi.

## Filmografi
- 2000 – Dog Is Watching (kortfilm)
- 2004 – Babylonsjukan
- 2007 – Beck – I Guds namn
- 2008 – Oskyldigt dömd (TV-serie)
- 2009 – Vad händer mannen?
- 2009 – Julia
- 2012 – Odjuret
- 2012 – Hamilton - Men inte om det gäller din dotter
- 2013 – Hundraåringen som klev ut genom fönstret och försvann
- 2012 – Arne Dahl: Ont blod
- 2016 – Flickan, mamman och demonerna

## Teater

### Roller (ej komplett)
| År   | Roll               | Produktion                                  | Regi          | Teater                  |
| ---- | ------------------ | ------------------------------------------- | ------------- | ----------------------- |
| 2002 | Pastor Vränge m fl | Som ni vill ha det William Shakespeare      | Johanna Garpe | Stockholms stadsteater  |
| 2012 |                    | Flygräddare Ann-Sofie Bárány                | Suzanne Osten | Unga Klara/ Riksteatern |
| 2021 |                    | Buster Keaton på månen Gunilla Linn Persson | Suzanne Osten | Unga Klara              |

### Fotnoter
1. ↑  Sveriges befolkning
1990:
Deijnoff, Gustaf Hjalmar
2. ↑  ”Avgångsklassen 2004”. Stockholms dramatiska högskola. http://www.stdh.se/vara-studenter/skadespeleri/tidigare-studenter/studenter-2000-2009/avgangsklassen-2004. Läst 19 februari 2015.
3. ↑  ”Flygräddare”. Unga Klara. Arkiverad från originalet den 8 juni 2017. https://web.archive.org/web/20170608181124/http://www.ungaklara.se/forestallning/flygraddare/. Läst 1 april 2018.